# أوسيما (مقاطعة تاريخية)

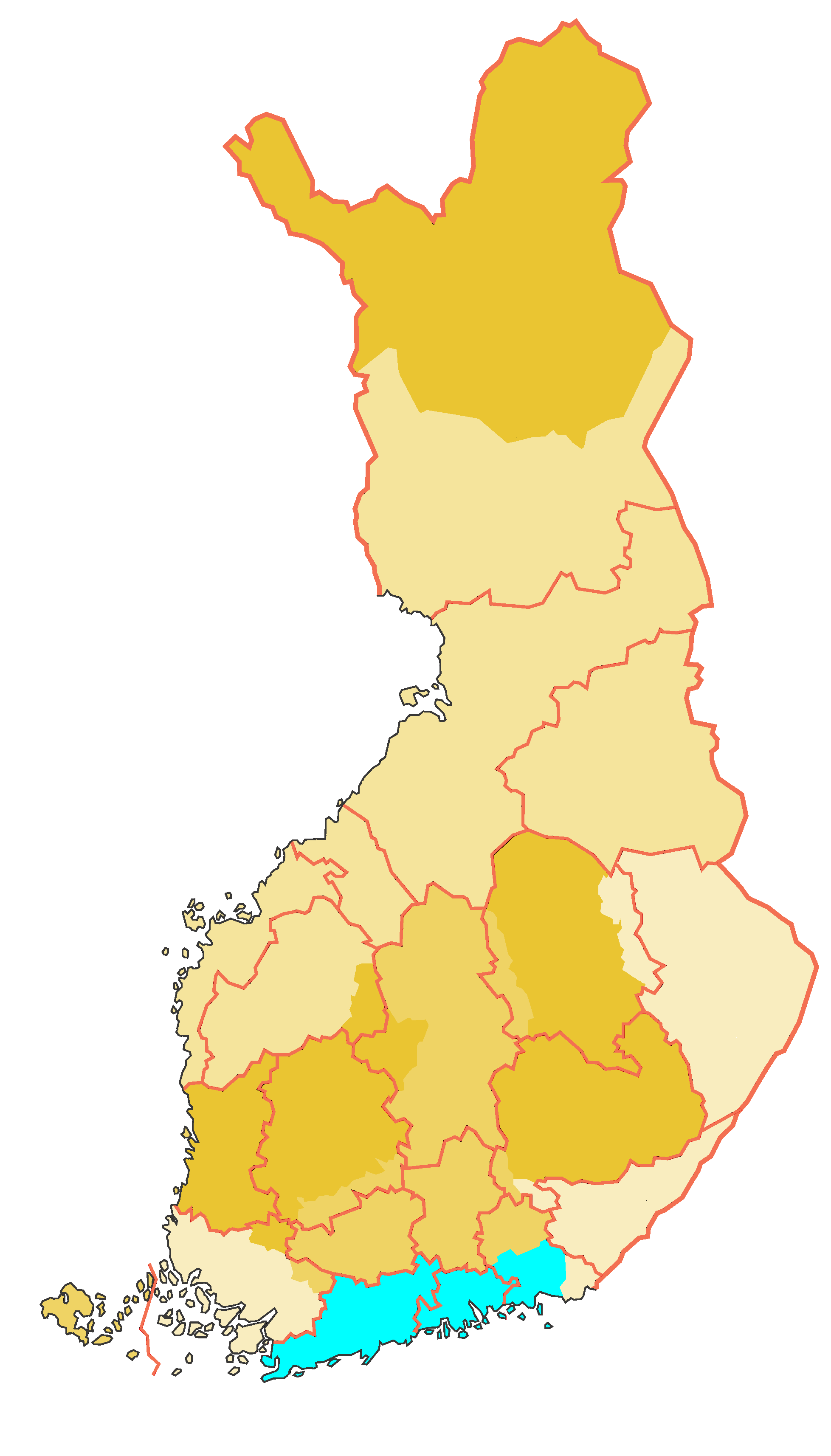
Historical province of Uusimaa
(borders of the modern provinces,
i.e. regions with pink colour)

أوسيما (بالفنلندية: Uusimaa؛ بالسويدية: Nyland) مقاطعة تاريخية في جنوب فنلندا. تحدها مقاطعات فنلندا الجنوبية الغربية وهامي وسافو وكاريليا. يعني اسمها «الأرض الجديدة». من القرون الوسطى إلى 1809 ، كان فنلندا أكثر الوقت الحاضر جزءاً من مملكة السويد. أدرج بالتالي أوسيما (Nyland) أيضا مقاطعة سويدية تاريخية.